# La spacconata
La spacconata è un film del 1975 diretto da Alfonso Brescia.

## Trama
Sandy Shon, suo figlio Rick e il loro fedele cane Zanna Bianca intraprendono un pericoloso viaggio alla ricerca di una miniera d'oro.